# 大田村 (愛知県)
大田村（おおたむら）は、かつて愛知県知多郡にあった村。
現在の東海市南部（大田町など）である。
村名は、前身の村の名を一文字ずつとった合成地名である。

## 歴史
- 1876年（明治9年） - 大里村と木田村が合併し、大田村となる。
- 1889年（明治22年）10月1日 - 町村制により、大田村が発足。
- 1906年（明治39年）5月1日 - 横須賀町、加木屋村、高横須賀村、養父村と合併し、横須賀町発足。同日大田村は廃止。